# SS-Division "Totenkopf"
SS-Division "Totenkopf" (eller 3. SS panserdivision Totenkopf) var en af Waffen-SS's 38 afdelinger i Nazityskland under Anden Verdenskrig. Forud for opnåelsen af divisions-status, var styrken kendt som "Kampfgruppe Eicke". Det meste af divisionens første mandskab tilhørte SS-Totenkopfverbände (koncentrationlejrvagter), mens andre var medlemmer af tyske militser, der havde begået krigsforbrydelser i Polen. På grund af symbolet og navnet "Totenkopf" (dansk: ~ dødningehoved) blev divisionen undertiden benævnt "Dødens division".